# Ференц Валентина Петрівна
Ференц Валентина Петрівна (04 травня 1940 – 19 серпня 1994) – доктор медичних наук, старший науковий співробітник, завідувач відділу соціологічних досліджень Наукового центру радіаційної медицини Академії медичних наук України.

## Життєпис
Народилася Валентина Петрівна Ференц 4 травня 1940 року у м. Ялтушків Барського району Вінницької області у сім’ї службовців.
Після закінчення середньої школи у м. Черкаси, 1957 року вступила до лікарського факультету Київського медичного інституту ім. О. О. Богомольця. А у 1964 році Ференц В. П. закінчила з відзнакою Харківський медичний інститут за спеціальністю «лікарська справа».
Трудову діяльність дружина військового-медика почала дільничним терапевтом у м. Черкаси (липень-жовтень 1964 року), а потім лікарем-педіатром у містах Чита, Ленінград, Черкаси, Львів.
Львів посів особливе місце у житті Валентини Петрівни, де вона працювала у 1967–1977 роках. Саме у Львові помітили її талант лікаря кардіоревматолога та організатора охорони здоров’я (головний педіатр Львівського облздороввідділу).
Наукову діяльність Ференц В. П. також почала у Львові, де 20 грудня 1972 року у спецраді Львівського медичного інституту захистила кандидатську дисертацію «Клінічні критерії ранньої діагностики ревматизму та лікувально-профілактичної допомоги дітям в умовах кардіоревматологічного диспансеру / Матеріали 1964–1972 рр.»[1]. 
Із червня 1977 року по травень 1981 року Ференц В. П. обіймала посаду заступника, а потім і начальника управління лікувально-профілактичної допомоги дітям і матерям МОЗ УРСР. 
З травня 1981 року по липень 1986 року Валентина Петрівна була головою Товариства Червоного Хреста України. Як фахівець, по лінії Червоного Хреста УРСР Ференц В. П. брала участь у наданні міжнародної допомоги під час катастроф і надзвичайних ситуацій, збройних конфліктів та в мирний час, забезпечуючи медико-соціальну допомогу найменш соціально захищеним верствам населення у Філіппінах (1981 р,), Сінгапурі (1981 р.), Польській народній республіці (1982 р.), Болгарії (1983 р.), Швеції (1983 р.), Алжирі (1984 р.), Аргентині (1985 р.), Бразилії (1985 р.).
Після аварії на Чорнобильській АЕС з 26 квітня 1986 року вона координувала роботу понад 10000 активістів, членів санітарних постів і дружин Червоного Хреста, які брали участь в евакуації та розселенні постраждалих, надавали їм медико-соціальну, психологічну та матеріальну допомогу.
У 1986 році вона перейшла на наукову роботу: спочатку завідувачем відділу соціальної гігієни і організації охорони здоров’я Київського науково-дослідного інституту загальної і комунальної гігієни ім. О. М. Марзєєва МОЗ України (липень 1986 року – квітень 1989 року). А потім у 1989 році була обрана за конкурсом на посаду завідувача лабораторії інформації Всесоюзного наукового центру радіаційної медицини Академії медичних наук СРСР (нині – Державна установа «Національний науковий центр радіаційної медицини, гематології та онкології Національної академії медичних наук України»).
Наукова, науково-організаційна та практична діяльність В. П. Ференц була пов’язана з соціологією радіаційних аварій, зокрема проблемами медико-соціальних аспектів умов та способу життя населення, постраждалого внаслідок Чорнобильської катастрофи.
У 1992 році їй було присвоєно вчене звання «старший науковий співробітник», а 15 квітня 1993 року в Українському державному медичному університеті ім. О. О. Богомольця Ференц В. П. захистила докторську дисертацію «Наукове обґрунтування пріоритетних напрямків оптимізації способу життя населення після великомасштабної радіаційної аварії» за спеціальністю 14.00.33 – «соціальна гігієна та організація охорони здоров’я»[3].
Як фахівець, Валентина Петрівна під час роботи у центрі брала участь у розробці рекомендацій експертів ВООЗ щодо проблем соціально-психологічних наслідків ядерних аварій, цільової комплексної програми «Радіаційно-гігієнічна освіта населення», циклу тематичних передач «Школа радіаційної гігієни» на українському телебаченні. 
Безцінним внеском у медичну науку стала серія її унікальних досліджень у галузі соціальної гігієни та організації охорони здоров’я. Наукове надбання В. П. Ференц налічує понад 90 наукових праць, 8 методичних рекомендацій, 2 монографії (у співавторстві). За науково-виробничу діяльність була нагороджена бронзовою медаллю ВДНГ СРСР.
Усі роки життя Валентина Петрівна була залучена до громадської роботи: член Комісії по боротьбі з пияцтвом при Раді Міністрів УРСР[4] (з 1980 року), член республіканської жіночої секції Товариства дружби і культурних зв’язків із зарубіжними країнами (з 1988 року), заступник голови Союзної проблемної комісії «Демографія, епідеміологія і диспансеризація груп підвищеного радіаційного ризику» (1986–1990 роки), член республіканської проблемної комісії «Соціальна гігієна і організація охорони здоров’я», заступник головного редактора республіканського міжвідомчого збірника «Социальная гигиена, организация здравоохранения и история медицины».
Ференц В. П. мала державні нагороди: медалі «У пам’ять 1500-річчя Києва», «Ветеран праці», «60 лет Монгольской народной революции».
Померла 19 серпня 1994 року. Похована у м. Київ.